# Фонтанароза
Фонтанароза је насеље у Италији у округу Авелино, региону Кампанија.
Према процени из 2011. у насељу је живело 2008 становника. Насеље се налази на надморској висини од 508 м.

## Становништво
Према резултатима пописа становништва 2011. у општини је живело 3.301 становника.
| 1951. | 1961. | 1971. | 1981. | 1991. | 2001. | 2011. |
| ----- | ----- | ----- | ----- | ----- | ----- | ----- |
| 4.713 | 4.458 | 4.292 | 4.176 | 3.769 | 3.450 | 3.301 |